# Blake Jenner
Blake Alexander Jenner (født 27. august 1992)  er en amerikansk skuespiller og sanger. Han er vinder af den anden sæson af reality-konkurrence-serien The Glee Project.

## Liv og karriere
Jenner begyndte at spille skuespil som niårig, hvorefter han deltog i skoleteater igennem hele sin skoletid.
Som voksen forlod han Miami, Florida, og flyttede til Los Angeles for at forfølge sin skuespillerkarriere. Han fik sin første fremtrædende rolle var i en episode af ABC Family's sitcom Melissa & Joey som Miller Collins.
Jenner blev valgt som en af de fjorten deltagere til den anden sæson af The Glee Project, et tv-reality show, hvor deltagerne kæmpede om en optræden i syv episoder i den følgende sæson af tv-serien Glee. Han vandt programmet, hvorefter han blev castet som Ryder Lynn, i sæson 4-6 af Glee.

## Privatliv
Jenner og Melissa Benoist blev forlovet i 2013 og gift i 2015. I december 2016, søgte Benoist om skilsmisse, efter anklager om fysisk vold, noget Jenner senere har bekræftet. Skilsmissen blev fuldført i december 2017.